# Вооружён и очень опасен (фильм, 2006)
«Вооружён и очень опасен» (телугу పోకిరి, транскр. Pokiri) — индийский фильм режиссёра Пури Джаганнатха, совместного производства Vaishno Academy и Indira Productions, вышедший в прокат 28 апреля 2006 года в оригинале на языке телугу. Главные роли сыграли Махеш Бабу и Илеана де Круз. История рассказывает о молодом парне, чья опасная работа втягивает его в самый центр противостояния полиции и земельной мафии.
Фильм получил положительные отзывы критиков и статус «блокбастер» в прокате, став самым кассовым фильмом года на телугу. Картина принесла создателям 4 Nandi Awards и 2 Filmfare Awards South.

## Сюжет
В Хайдарабаде действуют две банды земельной мафии. Одна принадлежит Али-бхаю, проживающему в Дубае и контролирующему дела через надёжных людей, Аджу и Мону, а вторая — местному бандиту Нараяне. Нараяна нанимает Панду (Махеш Бабу), чтобы тот избил одного из людей Али-бхая. Увидев его в деле, Аджу предлагает ему присоединиться к их банде. Однако Панду отказывается, говоря, что ему всё равно на кого работать, лишь бы хорошо платили.
Аджай, один из шайки Панду, вместе с друзьями навещает своего отца Сурьянараяну, работающего инструктором по аэробике. Там Панду встречает Шрути (Илеана де Круз) и влюбляется в неё, однако девушка видит в нём только обычного бездельника.
Панду вместе с людьми Али-бхая отправляется убивать одного из людей Нараяны, однако полиция ломает их планы. Панду остаётся, чтобы дать остальным уйти, и видит, как инспектор Пашупати пристает к случайно оказавшейся в том районе Шрути. Герой отвлекает инспектора и даёт девушке время уйти. После этого она начинает симпатизировать своему спасителю. Но, когда она приходит, чтобы признаться в своих чувствах, то становится свидетелем бандитских разборок и узнает, что Панду — преступник.
Тем временем, Пашупати твёрдо решил сделать девушку своей любовницей. Он приходит с этим предложением к ней в дом, а когда ему отказывают, подсылает двух бандитов, чтобы создать у соседей впечатление будто Шрути изнасиловали, и она не смогла бы выйти замуж. Узнав об этом, Панду избивает инспектора и предупреждает его, чтобы он не смел больше портить жизнь девушке.
Али-бхай (Пракаш Радж) возвращается в Хайдарабад и убивает Нараяну. Почти сразу после этого его арестовывает полиция. Чтобы освободить своего босса, люди Али-бхая снимают компрометирующее видео с дочерью комиссара полиции и угрожают выпустить его в эфир. Комиссару приходится согласиться с их требованиями. Однако, разгневанный жестоким обращением полиции, Али-бхай отправляет запись на телевидение. С помощью наркотиков он также заставляет дочь комиссара рассказать, откуда полиции стало известно о местонахождении Али-бхая. Оказывается, комиссар внедрил своего человека в банду Али. Но дочь комиссара знает только его имя. Через своих людей в полиции Али-бхаю удается узнать только, что отец внедренного — отставной полицейский Сурьянараяна. Найдя его вместе с Аджаем, бандиты убивают последнего на глазах у отца и Шрути.

## В ролях
- Махеш Бабу — Панду / Кришна Манохар
- Илеана де Круз — Шрути
- Пракаш Радж — криминальный дон Али-бхай
- Ашиш Видьятхи[англ.] — суб-инспектор Пашупати
- Саяджи Шинде[англ.] — комиссар полиции Саид
- Нассер[англ.] — инструктор по аэробике Сурьянараяна
- Аджай[англ.] — Аджай, друг Панду
- Брахманандам[англ.] — Брахма, сосед Шрути
- Али[англ.] — лидер ассоциации попрошаек
- Вену Мадхав — секретарь ассоциации попрошаек
- Мастер Бхарат[англ.] — брат Шрути
- Судха[англ.] — мать Шрути
- Суббараджу[англ.] — Наяр, человек Али-бхая
- Джоти Рана — Мона, доверенное лицо Али-бхая
- Сатья Пракаш — Нараяна, конкурент Али-бхая
- Мумаит Хан — камео в музыкальном номере

## Производство
Первым выбором на главную роль в «Вооружён и очень опасен» был Паван Кальян, а вторым — Рави Теджа, но в обоих случаях ничего не вышло.
Тогда Джаганатх рассказал сюжет Махешу Бабу. Режиссёр хотел снять фильм с Махешем ещё за пару лет до этого, но тогда актёру не понравился сценарий.
Специально для этой роли Махеш похудел на 5 кг и отрастил волосы.
Его костюмы также побирались, чтобы создать более жесткий образ.
Одной из первых на главную женскую роль режиссёр пригласил Кангану Ранаут, но она сделала выбор в пользу фильма «Гангстер», который ей предложили примерно в то же время.
В итоге Джаганатх выбрал Илеану, увидев кадры из её дебютного фильма «Девдас», так как на роль требовалась девушка похожая на подростка. В качестве брата главной героини в фильм взяли популярного ребёнка-актёра Бхарата.
В качестве композитора, вместо Чакри с которым Джаганатх работал почти во всех своих фильмах, по совету Махеша Бабу был приглашен Мани Шарма.
В мае 2005 года было анонсировано, что съёмки фильма начнутся в июне, однако Махеш был занят в производстве и продвижении его предыдущего фильма «Под прицелом» вплоть до августа, а затем взял перерыв на четыре месяца.
Съемки начались в ноябре 2005 и закончились в апреле 2006, заняв 100 рабочих дней.
Кульминационные сцены снимали на закрытой фабрике Binny&Co в Ченнаи.

## Саундтрек
Вся музыка написана Мани Шарма.
| №                   | Название            | Текст песни              | Исполнители             | Длительность |
| ------------------- | ------------------- | ------------------------ | ----------------------- | ------------ |
| 1.                  | «Deva Devuda»       | Бхаскарабхатла Равикумар | Навин                   | 4:32         |
| 2.                  | «Dole Dole»         | Висва                    | Ранджит, Сучитра        | 4:43         |
| 3.                  | «Gala Gala»         | Кандиконда               | Нихал                   | 4:35         |
| 4.                  | «Ippatikinka»       | Бхаскарабхатла Равикумар | Кхуши Мурали, Сучитра   | 4:38         |
| 5.                  | «Jagadame»          | Кандиконда               | Кунал Ганджавала        | 4:31         |
| 6.                  | «Choododhantunna»   | Бхаскарабхатла Равикумар | Махалакшми Айер, Картик | 5:02         |
| Общая длительность: | Общая длительность: | Общая длительность:      | Общая длительность:     | 28:01        |

## Критика
В отзыве газеты The Hindu фильм был назван «абсолютным боевиком, в котором можно увидеть жажду режиссёра нажиться на повальном увлечении аудитории такими фильмами».
Rediff.com добавила, что Махеш Бабу «вынес фильм на своих плечах, укрепив свою победную серию после прошлогоднего „Под прицелом“. А ещё одной изюминкой фильма являются его хорошо поставленные боевые сцены».
Idlebrain дал фильму 3.5 балов из 5. Плюсами фильма были названы незаурядное исполнение роли Махешем Бабу и искусство создания образа героя Пури Джаганнатхом. Однако было отмечено, что вторую половину фильма следовало обработать лучше, а эмоциональный аспект не был обеспечен должным образом..
CineGoer.com описал фильм словами: «испытанная тема, неожиданный поворот в последнюю минуту, герой-супермен и девица в беде — Пури не рисковал и Махеш не сделал ничего нового».
IndiaGlitz заметил, что изюминкой фильма были перепалки Илеаны с Махешем и «естественная химия, которая струилась между ними».
Шила Лал в своем отзыве написала: «Общая сюжетная линия была по меньшей мере интересной… я действительно наслаждалась фильмом, но не думаю, что он так хорош, как полагают большинство людей».

## Награды
| Дата            | Награда               | Категория                              | Получатель                             | Итог   | Ссылки        |
| --------------- | --------------------- | -------------------------------------- | -------------------------------------- | ------ | ------------- |
| 4 августа 2007  | Filmfare Awards South | Лучшая режиссура в фильме на телугу    | Пури Джаганнатх                        | Победа | [ 21 ]        |
| 4 августа 2007  | Filmfare Awards South | Лучшая мужская роль в фильме на телугу | Махеш Бабу                             | Победа | [ 21 ]        |
| 3 ноября 2007   | Santosham Film Awards | Лучшая режиссура                       | Пури Джаганнатх                        | Победа | [ 22 ] [ 23 ] |
| 3 ноября 2007   | Santosham Film Awards | Лучшая мужская роль                    | Махеш Бабу                             | Победа | [ 22 ] [ 23 ] |
| 3 ноября 2007   | Santosham Film Awards | Лучшие стихи к песне                   | Бхаскарабхатла Равикумар               | Победа | [ 22 ] [ 23 ] |
| 13 февраля 2008 | Nandi Awards          | Лучший развлекательный фильм           | Пури Джаганнатх, Манджула Гхаттаманени | Победа | [ 24 ] [ 25 ] |
| 13 февраля 2008 | Nandi Awards          | Лучший монтаж                          | Мартханд К. Венкатеш                   | Победа | [ 24 ] [ 25 ] |
| 13 февраля 2008 | Nandi Awards          | Лучшая постановка боевых сцен          | Виджаян                                | Победа | [ 24 ] [ 25 ] |
| 13 февраля 2008 | Nandi Awards          | Лучшая работа звукорежиссёра           | Радхакришна                            | Победа | [ 24 ] [ 25 ] |

## Кассовые сборы
Прокат фильма длился 50 дней в 300 кинотеатрах, 100 дней в 200, 175 дней в 63 и 200 дней в 15. В Курнульском кинотеатре Bhagiratha Theatre фильм демонстрировался 500 дней, поставив рекорд длительности проката для фильма на телугу.
Только в Андхра-Прадеш фильм собрал 325 млн рупий, а общемировые сборы составили 420 млн рупий, сделав его самым кассовым фильмом на телугу вплоть до выхода киноленты «Великий воин» в 2009 году.

## Ремейки
Благодаря кассовому успеху, фильм был переснят на нескольких языках:
- 2007 — «Хулиган»[англ.] на тамильском с Виджаем и Асин в главных ролях, режиссёром фильма выступил Прабхудева
- 2009 — «Особо опасен» на хинди с Салманом Ханом и Айешей Такия
- 2010 — Porki на каннада с Даршаном и Пранитой Субхаш[англ.].

В первых двух версиях Пракаш Радж повторил роль злодея, при этом хинди-язычная версия стала его первой заметной ролью Болливуде. Все версии имели коммерческий успех.